# Nemrod
Nemrod è un fumetto a sfondo religioso, fantasy, esoterico creato da Andrea Aromatico e Fabio Celoni, pubblicato in Italia dalla Star Comics.
La prima parte della serie, "I Cacciatori della Bestia 666", è stata pubblicata a cadenza mensile a partire dal novembre 2007 e si è conclusa in 12 numeri nell'ottobre 2008. La serie è stata poi prolungata ben tre volte: "Armageddon" (albi 13-16), "La grande caccia" (albi 17-24), e infine un gruppo di quattro speciali, dei quali ne è stato pubblicato solo uno, nel dicembre 2009.
Esiste anche un numero 0, distribuito nelle fiere fumettistiche, spesso oggetto di ricerca da parte dei collezionisti.

## Albi

### Prima serie: "I Cacciatori della Bestia 666"
(Nemrod vol. 2: Harlem (k)nights)
| Nr. | Titolo Albo                        | Data di pubblicazione | Testi                           | Disegni          | Copertina    |
| --- | ---------------------------------- | --------------------- | ------------------------------- | ---------------- | ------------ |
| 1   | Nel nome del Signore               | novembre 2007         | Andrea Aromatico e Fabio Celoni | Fabio Celoni     | Fabio Celoni |
| 2   | Harlem (k)nights                   | dicembre 2007         | Andrea Aromatico                | Fabiano Ambu     | Fabio Celoni |
| 3   | Con gli occhi della tigre          | gennaio 2008          | Andrea Aromatico                | Sergio Gerasi    | Fabio Celoni |
| 4   | Mostri (Save me!)                  | febbraio 2008         | Andrea Aromatico                | Giuseppe De Luca | Fabio Celoni |
| 5   | Moonlight Shadow                   | marzo 2008            | Andrea Aromatico                | Matteo Mosca     | Fabio Celoni |
| 6   | Nel sole e nel mare                | aprile 2008           | Fabio Celoni                    | Ivan Vitolo      | Fabio Celoni |
| 7   | Africa!                            | maggio 2008           | Andrea Aromatico                | Giuseppe Candita | Fabio Celoni |
| 8   | Shaman!                            | giugno 2008           | Fabio Celoni                    | Fabiano Ambu     | Fabio Celoni |
| 9   | Verrà la morte e avrà i tuoi occhi | luglio 2008           | Fabio Celoni                    | Sergio Gerasi    | Fabio Celoni |
| 10  | Assassins                          | agosto 2008           | Andrea Aromatico                | Giuseppe De Luca | Fabio Celoni |
| 11  | Hunter and hunted                  | settembre 2008        | Andrea Aromatico                | Giuseppe Candita | Fabio Celoni |
| 12  | Nel profondo                       | ottobre 2008          | Andrea Aromatico                | Emma Martinelli  | Fabio Celoni |

### Seconda serie: "Armageddon"
(Nemrod vol. 14: Il sangue e l'aurora)
| Nr. | Titolo Albo            | Data di pubblicazione | Testi            | Disegni             | Copertina    |
| --- | ---------------------- | --------------------- | ---------------- | ------------------- | ------------ |
| 13  | In principio           | dicembre 2008         | Andrea Aromatico | Giuseppe De Luca    | Fabio Celoni |
| 14  | Il sangue e l'aurora   | gennaio 2009          | Fabio Celoni     | Giuseppe Candita    | Fabio Celoni |
| 15  | La vergine e la pietra | febbraio 2009         | Andrea Aromatico | Giancarlo Caracuzzo | Fabio Celoni |
| 16  | Finis Gloriae Mundi    | marzo 2009            | Fabio Celoni     | Giancarlo Caracuzzo | Fabio Celoni |

### Terza serie: "La Grande Caccia"
| Nr. | Titolo Albo                      | Data di pubblicazione | Testi                           | Disegni             | Copertina    |
| --- | -------------------------------- | --------------------- | ------------------------------- | ------------------- | ------------ |
| 17  | La fata e l'abisso               | aprile 2009           | Andrea Aromatico                | Giancarlo Caracuzzo | Fabio Celoni |
| 18  | Se il nemico del mio nemico      | maggio 2009           | Andrea Aromatico                | Giuseppe De Luca    | Fabio Celoni |
| 19  | Il regno della chimera           | giugno 2009           | Fabio Celoni                    | Giuseppe Candita    | Fabio Celoni |
| 20  | Las maquinas de la muerte        | luglio 2009           | Andrea Aromatico                | Vincenzo Riccardi   | Fabio Celoni |
| 21  | Ayda Wedo                        | agosto 2009           | Andrea Aromatico                | Giancarlo Caracuzzo | Fabio Celoni |
| 22  | ...e liberaci dal male           | settembre 2009        | Andrea Aromatico                | Giuseppe Candita    | Fabio Celoni |
| 23  | Cercando le spoglie del paradiso | ottobre 2009          | Fabio Celoni                    | Giuseppe De Luca    | Fabio Celoni |
| 24  | I semi del male                  | novembre 2009         | Francesco Savino, Adriana Coppe | Ivan Vitolo         | Fabio Celoni |

### Nemrod - Speciale
| Nr. | Titolo Albo        | Data di pubblicazione | Testi                           | Disegni                  | Copertina    |
| --- | ------------------ | --------------------- | ------------------------------- | ------------------------ | ------------ |
| 25  | O.R.E.T. - Origini | dicembre 2009         | Andrea Aromatico                | Vincenzo Riccardi        | Fabio Celoni |
| 26  |                    |                       | Francesco Savino, Adriana Coppe | Giuseppe Candita         | Fabio Celoni |
| 27  |                    |                       | Roberto Donati                  | Luciano Regazzoni        | Fabio Celoni |
| 28  |                    |                       | Fabio Celoni                    | Alessandro Pastrovicchio | Fabio Celoni |